# Kristina Pimenova
Kristina Ruslanovna Pimenova (Moszkva, 2005. december 27.–) orosz modell.

## Élete
Pimenova hároméves korában kezdett modellkedni.
Olyan márkáknak dolgozott, mint az Armani , a Benetton , a Burberry és a Roberto Cavalli.
2014-ben a Women Daily magazin a világ legszebb lányának nevezte.
2015 áprilisában megjelent a Vogue Kids címlapján. Később anyjával Kaliforniába költözött.

## Filmográfia
| Cím                | Év   | Szerep | Rendező           |
| ------------------ | ---- | ------ | ----------------- |
| Creators: The Past | 2019 |        | Piergiuseppe Zaia |
| The Russian Bride  | 2019 | Dasha  | Michael S. Ojeda  |

## Fordítás
- Ez a szócikk részben vagy egészben  a   Kristina Pimenova című angol Wikipédia-szócikk fordításán alapul.  Az eredeti cikk szerkesztőit annak laptörténete sorolja fel. Ez a jelzés csupán a megfogalmazás eredetét és a szerzői jogokat jelzi, nem szolgál a cikkben szereplő információk forrásmegjelöléseként.